# Dagshai
Dagshai là một thị xã quân sự (cantonment) của quận Solan thuộc bang Himachal Pradesh, Ấn Độ.

## Địa lý
Dagshai có vị trí 30°53′B 77°03′Đ / 30,88°B 77,05°Đ Nó có độ cao trung bình là 1734 mét (5688 feet).

## Nhân khẩu
Theo điều tra dân số năm 2001 của Ấn Độ, Dagshai có dân số 2751 người. Phái nam chiếm 62% tổng số dân và phái nữ chiếm 38%. Dagshai có tỷ lệ 82% biết đọc biết viết, cao hơn tỷ lệ trung bình toàn quốc là 59,5%: tỷ lệ cho phái nam là 88%, và tỷ lệ cho phái nữ là 73%. Tại Dagshai, 11% dân số nhỏ hơn 6 tuổi.